# Mileto (Itália)
Mileto é uma comuna italiana da região da Calábria, província de Vibo Valentia, com cerca de 7 152 habitantes. Estende-se por uma área de 34,94 km², tendo uma densidade populacional de 204,7 hab./km². Faz fronteira com Candidoni (RC), Dinami, Filandari, Francica, Gerocarne, Jonadi, San Calogero, San Costantino Calabro, Serrata (RC).

## Demografia
| Variação demográfica do município entre 1861 e 2011                               |
|                                                                                   |
| Fonte: Istituto Nazionale di Statistica (ISTAT) - Elaboração gráfica da Wikipedia |